# چمن بیابانی (سرده)
چمن بیابانی (نام علمی: Schismus) نام یک سرده از تیره گندمیان است.

## گونه‌ها
- چمن بیابانی Schismus arabicus
- چمن بیابانی ریش‌دار Schismus barbatus
- Schismus inermis
- Schismus pleuropogon
- Schismus scaberrimus